# Musa Otieno
Musa Otieno (Nairobi, 29 de dezembro de 1973) é um jogador de futebol queniano que joga atualmente no Santos Football Club da Africa do Sul.[carece de fontes?]

## Carreira

### Club
Otieno teve uma carreira de sucesso em seu continente natal, jogando pelo AFC Leopards e o FC Tusker no Quênia, e desde 1997 se transferiu para o Santos Football Club que disputa a Premier Soccer League, torneio que representa a Primeira Divisão de Futebol na Africa do Sul. Ele fez mais de 300 jogos e marcou mais 30 gols para a equipe, e participou de quatro títulos do clube, sendo também nomeado o melhor jogador da temporada africana em 2007.
Otieno foi pela primeira vez aos Estados Unidos em 2008, jogando uma temporada por empréstimo com o Cleveland City Stars na segunda divisão americana. Ele fez sua estréia para o Cleveland em 4 de julho de 2008, entrou aso 19 minutos do segundo tempo para substituir Mark Schulte. Fez sete jogos, marcou um gol e ajudou a equipe a vencer a segunda divisão.  Após o término da temporada, retornou ao Santos Football Club.

### Seleção Nacional
Otieno é um dos futebolistas de maior sucesso no Quénia, tendo feito sua estréia na equipe nacional contra o Zaire, em 1993, com 19 anos de idade. Desde então, ele comandou a seleção em inúmeras partidas. Ele também fez parte do plantel queniano que em 2004 terminou em terceiro lugar do seu grupo na primeira fase da Copa das Nações Africanas, ficando fora das Quartas-de-Final. Supõe-se que ele fez mais de 100 jogos vestindo a camisa da Seleção Quêniana, porém este dado não é oficial.

## Vida Pessoal
Otieno também é engajado com causas sociais, ele tem e opera uma fundação com alcance comunitário em seu país natal chamado Musa Otieno Foundation.